# 瑞斯·穆爾東
瑞斯·穆爾東（Rhys Muldoon，1965年10月17日—）是澳大利亞的一位演員、作家和導演。他活躍在電影、電視、音樂、劇場和廣播領域。他已經結婚並有一個女兒。